# Яновский, Александр Яковлевич
Александр Яковлевич Яновский (06.08.1890 — 20.06.1982) — советский военный деятель, участник 1-й мировой войны, Гражданской войны. Командир корпуса. генерал-майор (1940).

## Биография

### Начальная биография
Александр Яновский родился 6 августа 1890 года в губернском городе Кишинёве Бессарабской губернии, в семье городского мещанина поляка Якова Яновского.

### В Русской императорской армии
На службе в Русской императорской армии с 1907 года. Поступил в Одесское пехотное юнкерское училище, переведен в Чугуевское пехотное юнкерское училище, которое окончил в 1910. Выпущен подпоручиком, со старшинством с 06.08.1909 года в 50-й пехотный Белостокский полк. Переведен в Севастопольскую крепостную артиллерию.
С декабря 1911 - младший топограф при штабе Киевского ВО (с переводом в корпус военных топографов?). Окончил Киевские курсы иностранных языков по классу немецкого языка (1912). Выдержал вступительный экзамен в Николаевскую военную академию (07.1913; на геодезическое отделение), не прошёл по конкурсу, был оставлен при академии сверх штата.
Позже откомандирован в 173-й пехотный Каменецкий полк. Младший офицер, командир роты, в чине штабс-капитана.

### В Первую мировую войну
С начала Первой мировой войны участник боевых действий в составе 173-го пехотного Каменецкого полка 44-й пехотной дивизии. Дважды ранен: 8-го мая 1916 года, ранен у фольварка Марьяненгоф. Эвакуирован в тыловой госпиталь, 25-го сентября 1916 года ранен и отравлен газами на Искульском плацдарме (хлор-фосген) 25.09.1916 года под Ригой.
По излечении в октябре 1916 года отправлен на учебу на ускоренные курсы Николаевской военной академии.
Окончил курсы (1-й очереди) в апреле 1917 года, откомандирован на Северный фронт.
Старший адъютант штаба 44-й пехотной дивизии. С 07.1917 года старший адъютант штаба 21-го армейского корпуса.
11.10.1917 – 21.11.1917 капитан, старший офицер 1-й роты 22-го пехотного запасного полка.
С декабря 1917 года — выборный начальник штаба и врио командира 21-го армейского корпуса.
Последний чин - капитан ГШ. Награжден орденами Св. Станислава 3-й ст. и Св. Анны 4-й ст. 
В этой должности формировал красногвардейские отряды из добровольцев корпуса, в феврале 3-4 отряда были направлены в Псков и на станцию Дно для отражения наступления германских войск.

### В Красной армии

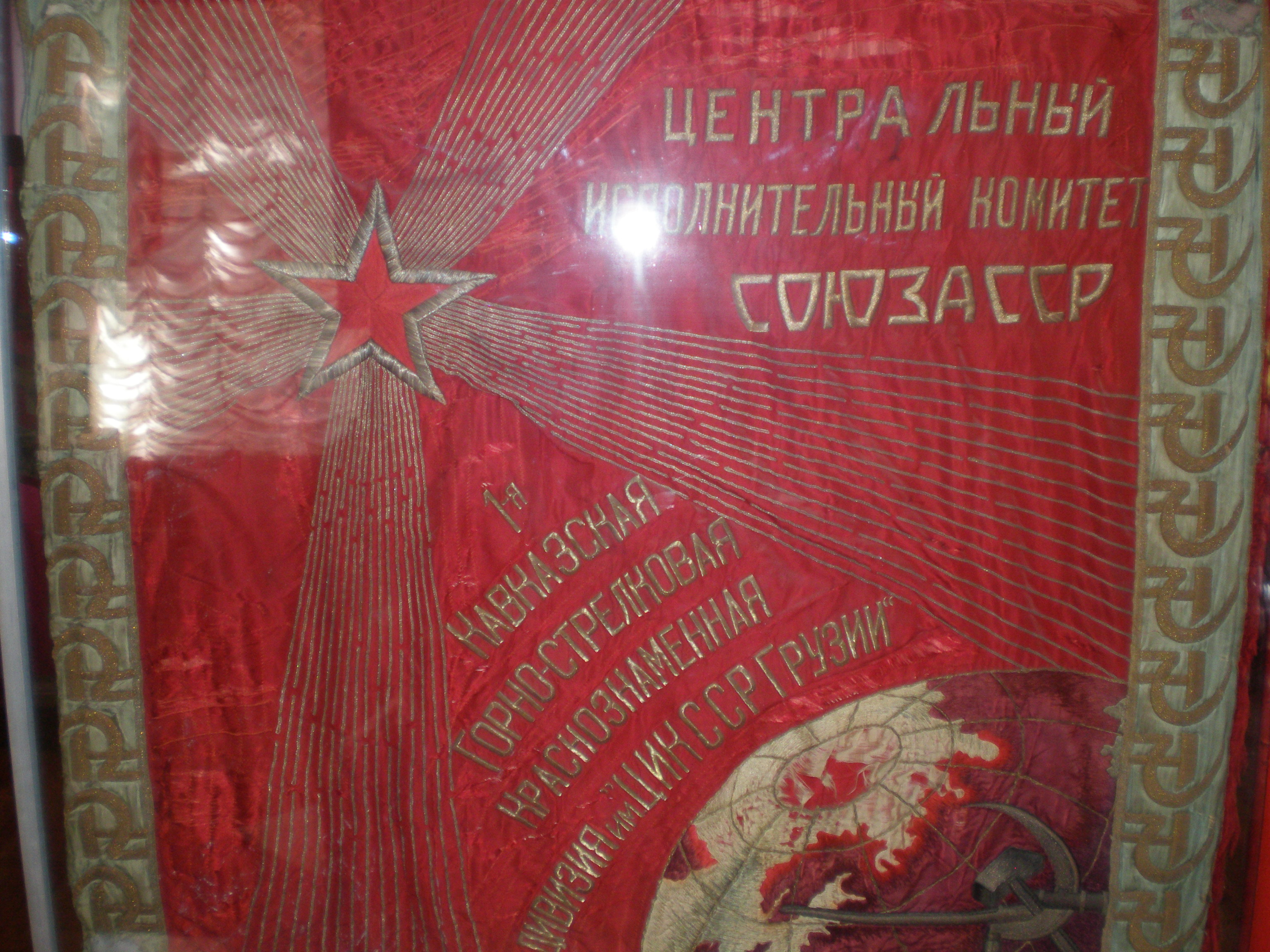
Боевое Знамя. 1-я Кавказская горно-стрелковая дивизия им. ЦИК ССР Грузии. Музей 9-й мсд. Майкоп.

В феврале 1918 года вступил в РККА. После переформирования 21-го армейского корпуса в Витебский отряд Западного участка отрядов завесы, был назначен начальником штаба этого района. В конце апреля участвовал в подавлении восстания анархистов в г. Витебск. С мая 1918 года — слушатель старшего курса Академии Генштаба в г. Екатеринбург. В июле того же года сдал экзамен за полный курс академии и оставлен там же преподавателем тактики, затем в том же месяце в связи с угрозой захвата города войсками чехословацкого корпуса академия была передислоцирова на в г. Казань.
В начале августа 1918 года город был захвачен мятежниками. А. Я. Яновский с группой преподавателей и слушателей смог вырваться и добраться в Москву.
Направлен в 1-ю Курскую пехотные дивизии (с 3.10.1918 года — 9-я стрелковая дивизия (РСФСР)) в г. Курск, где исполнял дела помощника начальника и начальника штаба 9-й стрелковой дивизии. Дивизия, в составе Западного участка отрядов завесы, 8-й армии, группы войск харьковского направления и 13-й армии участвовала в боях на Южном фронте против белоказаков генерала П. Н. Краснова, петлюровцев на харьковском направлении, войск генерала А. И. Деникина под Курском.
В марте 1919 года — при проведении наступательной операции по освобождении Юзовского района, а также станций Волноваха и Иловайская — временно и.д. командира 9-й стрелковой дивизии. 
В июле 1919 года — тяжело заболел и был эвакуирован в г. Курск. 20 сентября 1919 года  белогвардейские войска заняли город. Яновский попал в плен "белым" в 1919 году, в Курске (едва избежал расстрела и был избит, выжил благодаря «старым знакомствам»). Позднее, буквально через несколько месяцев, вновь перешел на сторону красных.
После освобождения г. Курск частями Красной Армии прибыл в штаб 9-й армии. С декабря 1919 года по апрель 1920 года состоял в резерве начсостава 9-й армии.
Вновь и. д. начальника штаба 9-й стрелковой дивизии. В 1920 году — в составе 9-й и 4-й армий дивизия участвовала в разгроме деникинских войск на Кубани, врангелевского десанта полковника Назарова (июль), улагаевского десанта (август), в боях с войсками генерала П. Н. Врангеля в районах Гуляй-Поля, Волновахи, Мелитополя, в Перекопско-Чонгарской операции, в установлении советской власти в Закавказье.
За отличия в боях Гражданской войны был награжден орденом Красного Знамени РСФСР (1922) и орденом Трудового Красного Знамени Грузинской ССР (1931). С марта 1921 года — начальник дивизии в составе Отдельной Кавказской Краснознамённой армии.
С октября 1921 года — командир корпуса в СКВО, с февраля 1922 г. - начальник курсов связи в г. Владикавказ.
C июля 1921 года — командир 13-й стрелковой дивизии и одновременно командовал войсками батумского направления.
С декабря 1922 года — командир 1-й Кавказской стрелковой дивизии.
С января 1929 года — заместитель начальника штаба Отдельной Кавказской Краснознамённой армии, с мая 1931 г. - заместитель начальника Управления по укомплектованию и службе войск Главного управления РККА. С марта 1933 г. руководитель кафедры тактики Военно-транспортной академии, с марта 1938 г. - старший преподаватель общевойсковой подготовки Военно-политической академии РККА им. В. И. Ленина, с марта 1940 г. - старший преподаватель кафедры тактики Военной академии им. М. В. Фрунзе.
В ноябре - декабре 1940 года — был старшим преподавателем в Академии Генштаба РККА, затем вновь вернулся на прежнюю должность в Военную академию им. М. В. Фрунзе

### В Великую Отечественную войну
С началом Великой Отечественной войны А. Я. Яновский в той же должности. 
С августа 1943 года — начальник штаба и и.д. командира 89-го стрелкового корпуса, который в составе 61-й армии находился в резерве Ставки ВГК. 
В сентябре 1943 корпус в составе в Центрального (с октября 1943 г. - Белорусского) фронта под командованием А. Я. Яновского участвовал в Черниговско-Припятской, Гомельско-Речицкой, Калинковичско-Мозырской наступательных операциях. Соединения корпуса прошли с боями более 250 км и форсировали р. Припять, в результате вышли в тыл группировки противника, оборонявшей западнее берег р. Птичь.
В последующем корпус в составе 2-го Белорусского фронта развивал наступление на барановичско-брестском направлении и отличился при овладении городов Столин, Лунинец, Пинск, за это был награждён орденом Суворова 2-й степени.
В сентябре корпус был переброшен на рижское направление и в составе 61-й армии 3-го Прибалтийского фронта принял участие в Рижской наступательной операции. Части корпуса прошли с боями более 100 км и овладели г. Смильтене. 
26 сентября у посёлка Лигатне А. Я. Яновский был ранен и госпитализирован.
С октября 1944 года, после выздоровления, А. Я. Яновский заместитель командира 80-го стрелкового корпуса, который в составе 61-й армии 1-го Белорусского фронта участвовал в Варшавско-Познанской, Восточно-Померанской и Берлинской наступательных операциях. 
В боевой характеристике отмечалось: 

«Яновский умело руководил частями корпуса и проявил недюжинные командирские способности. Осуществление поставленных целей, как и достижение победы в целом Яновский добивался с помощью тесного и непрерывного взаимодействия с танковыми и механизированными войсками, артиллерии и авиации»
. В апреле 1945 года А. Я. Яновский был тяжело ранен. 

### После войны
После войны с декабря 1945 года старший преподаватель кафедры оперативного искусства, с октября 1946 года - старший преподаватель по оперативно тактической подготовке, он же тактический руководитель группы Военной академии им. М. В. Фрунзе. 
Приказом Военного Министра СССР 3 сентября 1948 года уволен в запас.
Умер 20 июня 1982 года в Москве.

## Воинские чины и звания
В Русской императорской армии
- - юнкер - вступил в службу РИА в Одесское пехотное юнкерское училище на 01.09.1907 года;
- - портупей-юнкер - переведен на вакансию в
- - подпоручик, со старшинством с 06.08.1909 года - по 1-му разряду выпущен на вакансию младшего офицера в 50-й пехотный Белостокский полк.

Звания на службе в РККА и СА СССР:
- комдив — присвоено персональное военное звание «комдив» (приказ Наркома обороны СССР за № 2484 от 26 ноября 1935 года)(26.11.1935[8]).
- генерал-майор — присвоено персональное воинское звание «генерал-майор» (Постановлением Совнаркома СССР от 04.06.1940 года)(20.11.1935[9])[1].

## Награды
- орден Св. Станислава 3-й ст. (ВП 01.07.1916);
- орден Св. Анны 4-й ст. (утв. ПАФ 21.04.1917).

За годы участия в Гражданской войне, в период 1918-1922 годов — награждён «почётно-революционными наградами»:
- «серебряными часами за боевые отличия» — (приказ РВСР от 06.1919 года);
- «за боевые отличия» — «орденом Красное Знамя Р.С.Ф.С.Р.» — будучи начальником штаба 9-й стрелковой дивизии ;
- «серебряной сахарницей за боевые отличия» — начальник штаба 9-й стрелковой дивизии (приказ по войскам 9-й армии № 240 от 22.05.1921 года);
- наградным именным оружием — револьвер системы «Маузер».
- орден Трудового Красного Знамени Грузинской ССР (постановление ЦИК Груз.ССР в 1931 году);
- орден Ленина (21.2.1945)[10];
- орден Красного Знамени РСФСР (1921)(приказ Революционного военного совета Республики № 193 от 30.04.1921 года)[11];
- орден Красного Знамени №2 (3.11.1943)[12];
- орден Красного Знамени №3 (24.6.1948)[13];
- орден Суворова II степени(23.8.1944)[14];
- орден Отечественной войны I степени(29.6.1944)[15];
- Медаль XX лет РККА, (1938)[1];
- Медаль «В ознаменование 100-летия со дня рождения Владимира Ильича Ленина» (6 апреля 1970)
- Медаль «За победу над Германией в Великой Отечественной войне 1941-1945 гг.» , 9 мая

1945 года;
- Медаль «За взятие Берлина» (22.12.1942)[1];
- Медаль «За освобождение Варшавы» (22.12.1942)[1];
- Юбилейная медаль «Двадцать лет Победы в Великой Отечественной войне 1941—1945 гг.» (7 мая 1965[17])
- Юбилейная медаль «30 лет Советской Армии и Флота»;
- Юбилейная медаль «40 лет Вооружённых Сил СССР»;
- Юбилейная медаль «50 лет Вооружённых Сил СССР»;
- Чехословацкий Военный крест (1939)

## Память
- В музее 9-й мсд в Майкопе хранятся Боевое знамя 1-й Кавказской стрелковой дивизии, Боевые знамёна частей, документы о командире Яновском А. Я. и других.
- Имя воина увековечено в Главном Храме Вооружённых сил России и на мемориале «Дорога памяти»[18]